# Виктор Варкони
Виктор Варкони (англ. Victor Varconi, при рождении — Михай Варконьи венг. Várkonyi Mihály; 31 марта 1891, Кишварда, Сабольч-Сатмар-Берег — 6 июня 1976 или 26 июля 1976, Санта-Барбара, Калифорния) — венгерский, позже американский актёр. Снялся более чем в 120 кинофильмах, среди которых наиболее известными стали роли вице-адмирала Нельсона в исторической драме Фрэнка Ллойда «Божественная леди» и Понтия Пилата в картине Де Милля «Царь царей». Неоднократно упоминался в качестве одной из крупнейших звёзд американского немого кинематографа 1920—1930-х годов.

## Биография
Михай Варконьи родился в 1891 году в крестьянской семье близ города Кишварда, входившего тогда в состав Австро-Венгерской империи. Учился в коммерческом училище Будапешта, позже — в школе драматического мастерства. Дебютировал небольшими ролями в Венгерском национальном театре. С 22 лет начал кинематографическую карьеру и к 1920 году стал одним из наиболее популярных в Венгрии актёров немого кино. Из-за непрекращающихся политических потрясений в Европе первой четверти XX века выехал в США. Практически сразу ему предложил работу режиссёр Сесиль Де Милль, снявший его в фильме «Триумф» (тогда же актёр взял псевдоним Виктор Варкони). На протяжении пяти лет он снимается почти в 20 картинах. Однако к концу 1920-х годов кино становится звуковым, и характерный венгерский акцент артиста лишает его первых ролей и низводит до второстепенных персонажей с подчёркнутой этнической принадлежностью (например, индейский вождь в «Человеке с равнины», партизан-республиканец Примитиво в фильме «По ком звонит колокол» или нацист Рудольф Гесс в «The Hitler Gang»). В начале 1950-х окончательно ушёл из кино, стал работать на радио, а иногда — на телевидении. Скончался в возрасте 85 лет от сердечного приступа.

### Избранная фильмография
| Год  |   | Русское название             | Оригинальное название                | Роль                   |
| ---- | - | ---------------------------- | ------------------------------------ | ---------------------- |
| 1922 | ф | Содом и Гоморра              | Sodom and Gomorrah                   | Жрец/Ангел             |
| 1923 | ф | Юный Медард                  | Young Medardus                       | Медард                 |
| 1923 | ф | Лавина                       | Avalanche                            | Георг Вандау           |
| 1924 | ф | Отравленный рай              | Poisoned Paradise                    | доктор Вергиус         |
| 1924 | ф | Триумф                       | Triumph                              | Уильям Сильвер         |
| 1925 | ф | Моя жена — танцовщица        | Der Tänzer meiner Frau               | Эдмунд                 |
| 1926 | ф | Волжский бурлак              | The Volga Boatman                    | царевич Дмитрий        |
| 1927 | ф | Царь царей                   | The King of Kings                    | Понтий Пилат           |
| 1927 | ф | Ангел Бродвея                | The Angel of Broadway                | Джерри Уилсон          |
| 1927 | ф | Чикаго                       | Chicago                              | Амос Харт              |
| 1929 | ф | Божественная леди            | The Divine Lady                      | Горацио Нельсон        |
| 1930 | ф | Культ тела                   | Kult ciała                           | скульптор Чеслав       |
| 1931 | ф | Жёны доктора                 | Doctors' Wives                       | доктор Кейн Райтер     |
| 1931 | ф | Чёрный верблюд               | The Black Camel                      | Роберт Файф            |
| 1935 | ф | Роберта                      | Roberta                              | Ладислав               |
| 1936 | ф | Танцующий пират              | Dancing Pirate                       | Дон Балтазар           |
| 1936 | ф | Человек с равнины            | The Plainsman                        | идейский вождь         |
| 1937 | ф | Большой город                | Big City                             | Пол Ройа               |
| 1939 | ф | История Вернона и Айрин Касл | The Story of Vernon and Irene Castle | герцог                 |
| 1940 | ф | Странный груз                | Strange Cargo                        | рыбак                  |
| 1940 | ф | Морской ястреб               | The Sea Hawk                         | генерал Агуэрре        |
| 1940 | ф | Человек из Дакоты            | The Man from Dakota                  | полковник Курагин      |
| 1943 | ф | По ком звонит колокол        | For Whom the Bell Tolls              | партизан Примитиво     |
| 1947 | ф | Непобеждённый                | Unconquered                          | капитан Симеон Эквайер |
| 1949 | ф | Самсон и Далила              | Samson and Delilah                   | Царь Ашдода            |
| 1960 | ф | Атомная подводная лодка      | The Atomic Submarine                 | доктор Кент            |